# Caister Academic Press
La Caister Academic Press è una casa editrice britannica fondata nel 2001 a Wymondham nel Norfolk da Annette Mary Griffin e Hugh George Griffin. È una delle più importanti case editrici inglesi per quel che riguarda gli studi specialistici nella medicina, in particolare nella virologia, microbiologia e nella biologia molecolare.